# Static (Band)
Static war eine englische Hard-Rock- und New-Wave-of-British-Heavy-Metal-Band aus Woking, die 1978 gegründet wurde und sich 1983 auflöste.

## Geschichte
Die Band wurde 1978 von dem Bassisten Peter Buckler, Bruder des The-Jam-Schlagzeugers Rick Buckler, gegründet. Aufgrund musikalischer Differenzen zwischen dem Sänger Gary Frost und den anderen Bandmitgliedern verließ dieser die Gruppe und wurde durch Noel Jones ersetzt, der zusätzlich auch das Spielen von E-Gitarre und Keyboard beherrschte. Als weitere Mitglieder waren der Gitarrist Tony Dugdale und der Schlagzeuger Neil Dowling in der Besetzung. In dieser Besetzung wurde im Dezember 1979 ein erstes Demo aufgenommen, das die Lieder Someone Like You, Too Long Free und Lady Money enthält. Im folgenden Jahr spielte die Band weitere Demoaufnahmen von Liedern wie Gotta Lose Ya, Last Train, Believe in Me und Silent Angels ein. Diese Aufnahmen waren die letzten mit Tony Dugdale, welcher im Frühling 1980 durch Paddy Chambers ersetzt wurde. Es folgten lokale Auftritte und gelegentliche Konzerte in London. Außerdem war es der Band etwas später möglich, Auftritte mit Bands wie Trust, Weapon und Marillion abzuhalten. Anfang 1981 verließen Buckler und Dowling die Gruppe. Jones und Chambers, die nun hauptsächlich für das Schreiben der Lieder zuständig waren, fügten den Schlagzeuger Kieran McCleary und den Bassisten Andy Rose als neue Mitglieder hinzu. Es wurden Pläne gemacht, eine erste Single über Heavy Metal Records gegen Ende des Jahres zu veröffentlichen, woraus jedoch nichts wurde. Nach dem Hinzukommen der beiden neuen Mitglieder fanden weitere lokale Auftritte statt und es wurden Demoaufnahmen von Songs wie Heavy Heart und Voice on the Line angefertigt. Auch war die Band mittlerweile im lokalen Radio zu hören. Im Sommer 1982 wurde die Band in der Rubrik Armed and Ready im Kerrang aufgeführt. Da der erhoffte Plattenvertrag jedoch weiterhin ausblieb, entschied sich die Band ein paar Monate später, die selbstfinanzierte Single Voice on the Line mit dem Song Stealin’ als B-Seite bei dem bandeigenen Label Eeyo Records zu veröffentlichen. Die Single verkaufte sich recht gut. Der Veröffentlichung folgten Touren sowie Auftritte zusammen mit Dumpy’s Rusty Nuts und der Jackie Lynton Band. Da einige Mitglieder mit dem Fortschritt der Band nicht zufrieden waren, trennten sie sich von ihr, sodass nur noch Noel Jones verblieb. Nach Anzeigen im Kerrang wurden der Gitarrist Andy Simmons, der Gitarrist und Keyboarder Ross Bingham, der Schlagzeuger Kev Baker und der Bassist Pete Blanchard als neue Mitglieder gefunden, die alle Mitglieder einer lokalen, aber wenig erfolgreichen Band namens Sphinx gewesen waren. Blanchard verblieb jedoch nur kurz in der Gruppe, weshalb er durch den ehemaligen Sabre-Bassisten Geoff Gillespie ersetzt wurde. Anfang 1983 wurde das Lied Voice on the Line in der Local Chart des Kerrang aufgeführt. Die neue Besetzung spielte nur einen Auftritt, und zwar zusammen mit Seducer, ehe es zur Auflösung kam. Gillespie und die drei ehemaligen Sphinx-Musiker gründeten etwas später Snowblind, während Noel Jones bei White Lightning spielte. In ihrer Karriere trat die Band auch zusammen mit Blind Fury auf.

## Stil
Laut Malc Macmillan in The N.W.O.B.H.M. Encyclopedia hatte Gary Frost anfangs versucht, die Band in Richtung AOR im Stil von Toto und Foreigner auszurichten, was zu seinem Ausscheiden geführt habe. Das erste Demo enthalte typischen Rock der späten 1970er Jahre, der wie eine Mischung aus UFO und Thin Lizzy klinge, jedoch habe man auch schon begonnen, sich eigenständiger anzuhören. Bei den Aufnahmen des Folgejahres habe man sich eher Chinatown angenähert. Nach dem Hinzukommen von McCleary und Rose habe man zugänglichere Songs wie Heavy Heart und Voice on the Line geschrieben. Die Single sei mit Material von Urchin oder frühen Samson vergleichbar, jedoch sei sie weniger „heavy“ als das damalig aufgenommene Demomaterial. In The International Encyclopedia of Hard Rock and Heavy Metal wurde die Band dem Hard Rock zugeordnet.

## Diskografie
- 1979: Demo (Demo, Eigenveröffentlichung)
- 1982: Voice on the Line (Single, Eeyo Records)